# Geroda excisa
Geroda excisa är en fjärilsart som beskrevs av Jones 1908. Geroda excisa ingår i släktet Geroda och familjen nattflyn. Inga underarter finns listade i Catalogue of Life.